# Orange – Lá thư từ tương lai
orange (オレンジ orenji) là một shōjo/seinen manga thể loại đời thường lãng mạn được sáng tác bởi Takano Ichigo. Truyện được tuần tự phát hành đầu tiên trong tạp chí manga Bessatsu Margaret vào năm 2012 và sau đó bị chuyển sang tạp chí Monthly Action. Bộ truyện đã được hoàn thành nội dung vào tháng 5 năm 2016 với 5 tập.
Một phim điện ảnh live action cùng tên đã được ra mắt công chiếu vào ngày 12 tháng 12 năm 2015. Truyện cũng đã được chuyển thể thành anime dài tập vào tháng 7 năm 2016. Một spin-off của manga đã được phát hành tuần tự vào ngày 25 tháng 3 năm 2016 trong tạp chí Monthly Action, phát hành bởi Futabasha.

## Cốt truyện
Vào ngày khai giảng năm lớp 11, Naho nhận được một bức thư. Điều kì lạ là người gửi chính là cô của 10 năm sau. Bức thư viết rằng cô sẽ có một người bạn mới là Naruse Kakeru, một người rất quan trọng với cô sau này. Tuy nhiên, vào ngày 15/2 năm sau, Kakeru sẽ tự kết liễu cuộc đời mình. Để cứu Kakeru, Naho phải làm theo chỉ dẫn của bức thư, và thế là câu chuyện bắt đầu...

## Nhân vật
Takamiya Naho (高宮 菜穂)
Lồng tiếng bởi: Hanazawa Kana
Diễn xuất bởi: Tsuchiya Tao
Một cô gái cao trung nhận được một lá thư gửi bởi chính cô ấy trong 10 năm sau. Ban đầu, cô không tin vào lá thư đó, nhưng sau khi nhận ra mọi chuyện được viết trong lá thư trở thành sự thật, cô đã nghe theo lá thư để cứu Kakeru.
Naruse Kakeru (成瀬 翔)
Lồng tiếng bởi: Yamashita Seiichirō
Diễn xuất bởi: Yamazaki Kento
Suwa Hiroto (須和 弘人)
Lồng tiếng bởi: Furukawa Makoto
Diễn xuất bởi: Ryusei Ryo
Chino Takako (茅野 貴子)
Lồng tiếng bởi: Kinugawa Rika
Diễn xuất bởi: Yamazaki Hirona
Hagita Saku (萩田 朔)
Lồng tiếng bởi: Okitsu Kazuyuki
Diễn xuất bởi: Sakurada Dori
Murasaka Azusa (村坂 あずさ)
Lồng tiếng bởi: Takamori Natsumi
Diễn xuất bởi: Shimizu Kurumi
Ueda Rio (上田 莉緒)
Lồng tiếng bởi: Sakura Ayane
Mẹ của Naho (菜穂の母親 Naho no hahaoya)
Lồng tiếng bởi: Inoue Kikuko
Bố của Naho (菜穂の父親 Naho no chichioya)
Lồng tiếng bởi: Tsuboi Tomohiro

## Truyền thông

### Manga
Manga được sáng tác bởi Takano Ichigo.

#### Danh sách chương truyện
| - 01. "Letter 1" - 02. "Letter 2" - 03. "Letter 3" - 04. "Letter 4" - Phụ chương. "Phi hành gia tuổi mộng mơ" - Chương 1 (春色アストロノート 第1章 "Shunshoku asutoronōto" Dai 1-shō) |

| - 05. "Letter 5" - 06. "Letter 6" - 07. "Letter 7" - 08. "Letter 8" - Phụ chương. "Phi hành gia tuổi mộng mơ" - Chương 2 (春色アストロノート 第2章 "Shunshoku asutoronōto" Dai 2-shō) |

| - 09. "Letter 9" - 10. "Letter 10" - 11. "Letter 11" - 12. "Letter 12" - Phụ chương. "Phi hành gia tuổi mộng mơ" - Chương 3 (春色アストロノート 第3章 "Shunshoku asutoronōto" Dai 3-shō) |

| - 13. "Letter 13" - 14. "Letter 14" - 15. "Letter 15" - 16. "Letter 16" - 17. "Letter 17" - Phụ chương. "Phi hành gia tuổi mộng mơ" - Chương 4 (春色アストロノート 第4章 "Shunshoku asutoronōto" Dai 4-shō) |

| - 18. "Letter 18" - 19. "Letter 19" - 20. "Letter 20" - 21. "Letter 21" - 22. "Last Letter" - Phụ chương. "Phi hành gia tuổi mộng mơ" - Chương cuối (春色アストロノート 第終章 "Shunshoku asutoronōto" Dai shūshō) |

### Phim điện ảnh live-action
Ra mắt vào ngày 12 tháng 12 năm 2015 tại Nhật Bản với Tsuchiya Tao và Yamazaki Kento trong vai nhân vật chính; đạo diễn bởi Hashimoto Kojiro và kịch bản bởi Kaneko Arisa.

### Anime
Anime của Orange chiếu vào ngày 4 tháng 7 năm 2016, và được phát sóng vào mỗi thứ hai hàng tuần lúc 00:00 JST.

#### Danh sách tập phim
| Tập. | Tên tập phim         | Ngày chiếu         |
| ---- | -------------------- | ------------------ |
| 1    | "Tegami 01" (手紙01) | 3 tháng 7 năm 2016 |
| -    |                      |                    |

#### Nhạc nền
Nhạc mở đầu của phim có tên "Hikari no Hahen" (光の破片) trình bày bởi Takahashi Yu và nhạc kết thúc là "Mirai" (未来) trình bày bởi Kobukuro 